# Artur Lundkvist

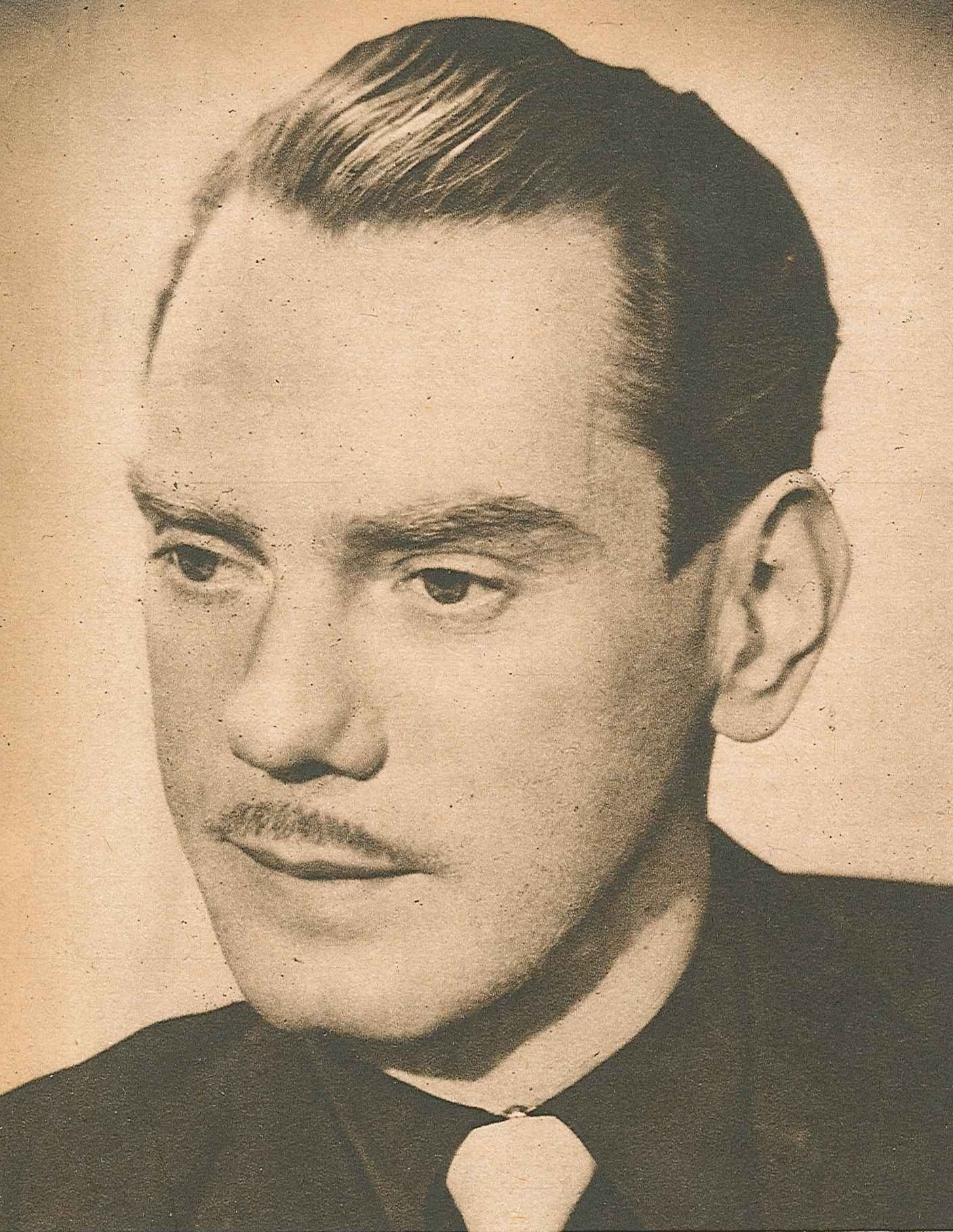
Artur Lundkvist, 1943

Artur Nils Lundkvist (Hagstad in gemeente Perstorp, 3 maart 1906 – Solna, 11 december 1991) was een Zweeds schrijver, dichter, vertaler en literatuurcriticus.

## Leven en werk
Lundkvist had al als kind ambities om schrijver te worden en begon zijn loopbaan als journalist. In 1926 vertrok hij naar Stockholm en kwam daar in contact jonge avant-gardistische schrijvers als Harry Martinson, Ivar Lo-Johansson, Karin Boye, Sven Stolpe en Eyvind Johnson. In 1928 debuteerde hij met zijn gedichtenbundel Glöd (Nederlands: Gloed), waarin hij vernieuwing zocht door een vrij taalgebruik. Eerste bekendheid kreeg hij (samen met onder andere Martinson) als een van de vijf auteurs van de explosieve, vitalistische gedichtenbundel Fem unga (Nederlands: De jonge vijf), waarvan de verschijning als een markerend moment in de modernistische Zweedse literatuur wordt gezien. De poëzie van Lundkvist in de jaren dertig stond sterk onder invloed van het surrealisme. Later volgde een versobering, gekenmerkt door ondergangsstemmingen.
Lundkvist was een bijzonder productief auteur en schreef naast poëzie ook romans, verhalen, essays en een autobiografie. Tot zijn bekendste proza behoort het realistische verhaal Vindingevals (Vindingewals, 1956) en de historische roman Himlens vilja (De wil van de hemel, 1970). Lundkvist vertaalde ook veel Amerikaanse, Franse en Spaanstalige auteurs naar het Zweeds, waaronder Pablo Neruda, Gabriel García Márquez, Claude Simon en Camilo Jose Cela, die later allen de Nobelprijs voor Literatuur ontvingen. Lundkvist was vanuit de Zweedse Academie zelf jarenlang lid van de jury voor de uitverkiezing voor de Nobelprijs en als zodanig van grote invloed op een aantal van deze uitverkiezingen. In 1987 ontving hij de koninklijke onderscheiding Litteris et Artibus.
Lundkvist was gehuwd met de dichteres Maria Wine. Tijdens de Koude Oorlog nam hij een pro-Sovjet houding aan, hetgeen hem veelvuldig tot middelpunt maakte van het publieke debat.
Hij overleed in 1991, 85 jaar oud.